# StemRad
StemRad es una empresa israelí con sede en Tel Aviv, Israel, que desarrolla, manufactura y vende, equipos de protección personal (EPP) contra la radiación ionizante. Su producto insignia es el 360 Gamma, un aparato de protección contra la radiación que protege las células de la médula ósea de la pelvis de los usuarios. Es la única empresa del mundo que fabrica equipamiento pensado para proteger a los usuarios de los efectos de la radiación gamma de alta energía, y la primera compañía en usar un escudo de protección parcial en sus productos. En julio de 2015 se anunció que StemRad entraría en una alianza de empresas con el gigante de la industria aeroespacial Lockheed Martin, para desarrollar una protección radiológica personal para los astronautas.